# Romano Missio
Romano Missio (till 1997 Zigenarmissionen, på finska Mustalaislähetys) är en finländsk filantropisk förening som bildades 1906 i Helsingfors på kristlig grund, bedriver evangelisations-, barnskydds- och utbildningsverksamhet samt diakonalt socialarbete, projektverksamhet och rådgivning bland den romska befolkningen i Finland. 
Föreningen värnar om de finländska romernas språk och kultur, understöder romska ungdomar som studerar och upprätthåller tre barnhem. Föerningen samarbetar med den evangelisk-lutherska kyrkan, andra kristliga samfund och sammanslutningar, staten och kommunernas socialmyndigheter samt romska sammanslutningar. Föreningen utger på finska och romska tidskriften Romano Boodos och finsk litteratur i anslutning till sin verksamhet.